# Asumboa
L’asumboa (ou asumbuo ou asubuo) est une langue en voie de disparition, parlée par une dizaine de locuteurs dans le village Asumbuo, dans l’île d’Utupua (province de Temotu), aux Salomon.
Ses locuteurs emploient également l'amba ou le tanibili.

## Nom
La langue est localement désignée [asuᵐbuo] (avec prénasalisation), nom transcrit Asubuo en orthographe locale.
L'orthographe asumboa, parfois utilisée notamment dans Ethnologue.com, est erronée.